# Erik Haula
Erik Haula (né le 23 mars 1991 à Pori en Finlande) est un joueur professionnel finlandais de hockey sur glace. Il évolue au poste d'attaquant.

## Biographie

### Carrière de joueur
Formé à l'Ässät Pori, il part en Amérique du Nord en 2008 Lors du repêchage d'entrée dans la LNH 2009, il est choisi au septime tour, en cent-quatre-vingt-deuxième position par le Wild du Minnesota. Après une saison avec les Lancers d'Omaha dans l'USHL, il poursuit un cursus universitaire à l'Université du Minnesota. Il joue trois saisons avec les Golden Gophers dans le championnat NCAA. Il passe professionnel en 2013 et est assigné par le Wild aux Aeros de Houston dans la Ligue américaine de hockey. Le 29 novembre 2013, il joue son premier match dans la Ligue nationale de hockey avec le Wild face à l'Avalanche du Colorado et offre sa première assistance. Il marque son premier but le 18 janvier 2014 face aux Stars de Dallas.
Le 21 juin 2017, il est repêché du Wild par les Golden Knights de Vegas lors du repêchage d'expansion de la LNH 2017.
Le 27 juin 2019, il est échangé aux Hurricanes de la Caroline en retour de l'attaquant Nicolas Roy et d'un choix conditionnel de 5e ronde en 2021.
Le 24 février 2020, il passe des Hurricanes aux Panthers de la Floride avec les attaquants Lucas Wallmark et Eetu Luostarinen ainsi que le défenseur Chase Priskie en retour de Vincent Trocheck.
Il signe un contrat de 1 an pour 1,75 million en tant que joueur autonome avec les Predators de Nashville, le 23 décembre 2020. 

### Carrière internationale
Il représente la Finlande au niveau international. Il prend part aux sélections jeunes. Il participe à son premier championnat du monde en 2014. Le 16 mai 2014, il honore sa première sélection senior face à la Suisse.

## Statistiques

### En club
| Saison     | Équipe                      | Ligue      |     | Saison régulière | Saison régulière | Saison régulière | Saison régulière | Saison régulière |    | Séries éliminatoires | Séries éliminatoires | Séries éliminatoires | Séries éliminatoires | Séries éliminatoires |
| Saison     | Équipe                      | Ligue      | PJ  | B                | A                | Pts              | Pun              | PJ               | B  | A                    | Pts                  | Pun                  |                      |                      |
| 2009-2010  | Lancers d'Omaha             | USHL       | 56  | 28               | 44               | 72               | 59               | 8                | 2  | 9                    | 11                   | 2                    |                      |                      |
| 2010-2011  | Golden Gophers du Minnesota | WCHA       | 34  | 6                | 18               | 24               | 22               | -                | -  | -                    | -                    | -                    |                      |                      |
| 2011-2012  | Golden Gophers du Minnesota | WCHA       | 43  | 20               | 29               | 49               | 30               | -                | -  | -                    | -                    | -                    |                      |                      |
| 2012-2013  | Golden Gophers du Minnesota | WCHA       | 37  | 16               | 35               | 51               | 14               | -                | -  | -                    | -                    | -                    |                      |                      |
| 2012-2013  | Aeros de Houston            | LAH        | 6   | 0                | 2                | 2                | 2                | 5                | 1  | 1                    | 2                    | 4                    |                      |                      |
| 2013-2014  | Wild de l'Iowa              | LAH        | 31  | 14               | 13               | 27               | 14               | -                | -  | -                    | -                    | -                    |                      |                      |
| 2013-2014  | Wild du Minnesota           | LNH        | 46  | 6                | 9                | 15               | 29               | 13               | 4  | 3                    | 7                    | 0                    |                      |                      |
| 2014-2015  | Wild du Minnesota           | LNH        | 72  | 7                | 7                | 14               | 32               | 2                | 1  | 0                    | 1                    | 0                    |                      |                      |
| 2015-2016  | Wild du Minnesota           | LNH        | 76  | 14               | 20               | 34               | 24               | 5                | 1  | 3                    | 4                    | 2                    |                      |                      |
| 2016-2017  | Wild du Minnesota           | LNH        | 72  | 15               | 11               | 26               | 28               | 4                | 0  | 1                    | 1                    | 0                    |                      |                      |
| 2017-2018  | Golden Knights de Vegas     | LNH        | 76  | 29               | 26               | 55               | 37               | 20               | 3  | 6                    | 9                    | 27                   |                      |                      |
| 2018-2019  | Golden Knights de Vegas     | LNH        | 15  | 2                | 5                | 7                | 10               | -                | -  | -                    | -                    | -                    |                      |                      |
| 2019-2020  | Hurricanes de la Caroline   | LNH        | 41  | 12               | 10               | 22               | 20               | -                | -  | -                    | -                    | -                    |                      |                      |
| 2019-2020  | Panthers de la Floride      | LNH        | 7   | 0                | 2                | 2                | 2                | 4                | 1  | 0                    | 1                    | 0                    |                      |                      |
| 2020-2021  | Predators de Nashville      | LNH        | 51  | 9                | 12               | 21               | 14               | 6                | 1  | 3                    | 4                    | 4                    |                      |                      |
| 2021-2022  | Bruins de Boston            | LNH        | 78  | 18               | 26               | 44               | 47               | 7                | 1  | 2                    | 3                    | 8                    |                      |                      |
| 2022-2023  | Devils du New Jersey        | LNH        | 80  | 14               | 27               | 41               | 47               | 12               | 4  | 2                    | 6                    | 15                   |                      |                      |
| 2023-2024  | Devils du New Jersey        | LNH        | 76  | 16               | 19               | 35               | 54               | -                | -  | -                    | -                    | -                    |                      |                      |
| Totaux LNH | Totaux LNH                  | Totaux LNH | 690 | 142              | 174              | 316              | 344              | 73               | 16 | 20                   | 36                   | 56                   |                      |                      |

### En équipe nationale
| Année | Équipe           | Compétition                  |   | PJ | B | A | Pts | Pun | +/-                |  | Résultat |
| 2008  | Finlande -18 ans | Championnat du monde -18 ans | 6 | 1  | 3 | 4 | 2   | +1  | Sixième place      |  |          |
| 2009  | Finlande -18 ans | Championnat du monde -18 ans | 6 | 3  | 1 | 4 | 2   | -6  | Médaille de bronze |  |          |
| 2011  | Finlande junior  | Championnat du monde junior  | 6 | 4  | 3 | 7 | 10  | +2  | Sixième place      |  |          |
| 2014  | Finlande         | Championnat du monde         | 6 | 0  | 1 | 1 | 2   | -2  | Médaille d'argent  |  |          |
| 2016  | Finlande         | Coupe du monde               | 1 | 0  | 0 | 0 | 0   | -1  | Huitième place     |  |          |
| 2025  | Finlande         | Confrontation des 4 nations  | 3 | 0  | 0 | 0 | 0   | -2  | Quatrième place    |  |          |

## Trophées et honneurs personnels
- USHL
  - 2009-2010 : nommé dans l'équipe des recrues.
  - 2009-2010 : nommé dans la deuxième équipe d'étoiles.
  - 2009-2010 : participe au match des étoiles.
- Western Collegiate Hockey Association
  - 2012-2013 : nommé dans la deuxième équipe d'étoiles.